# Ferry-crucero

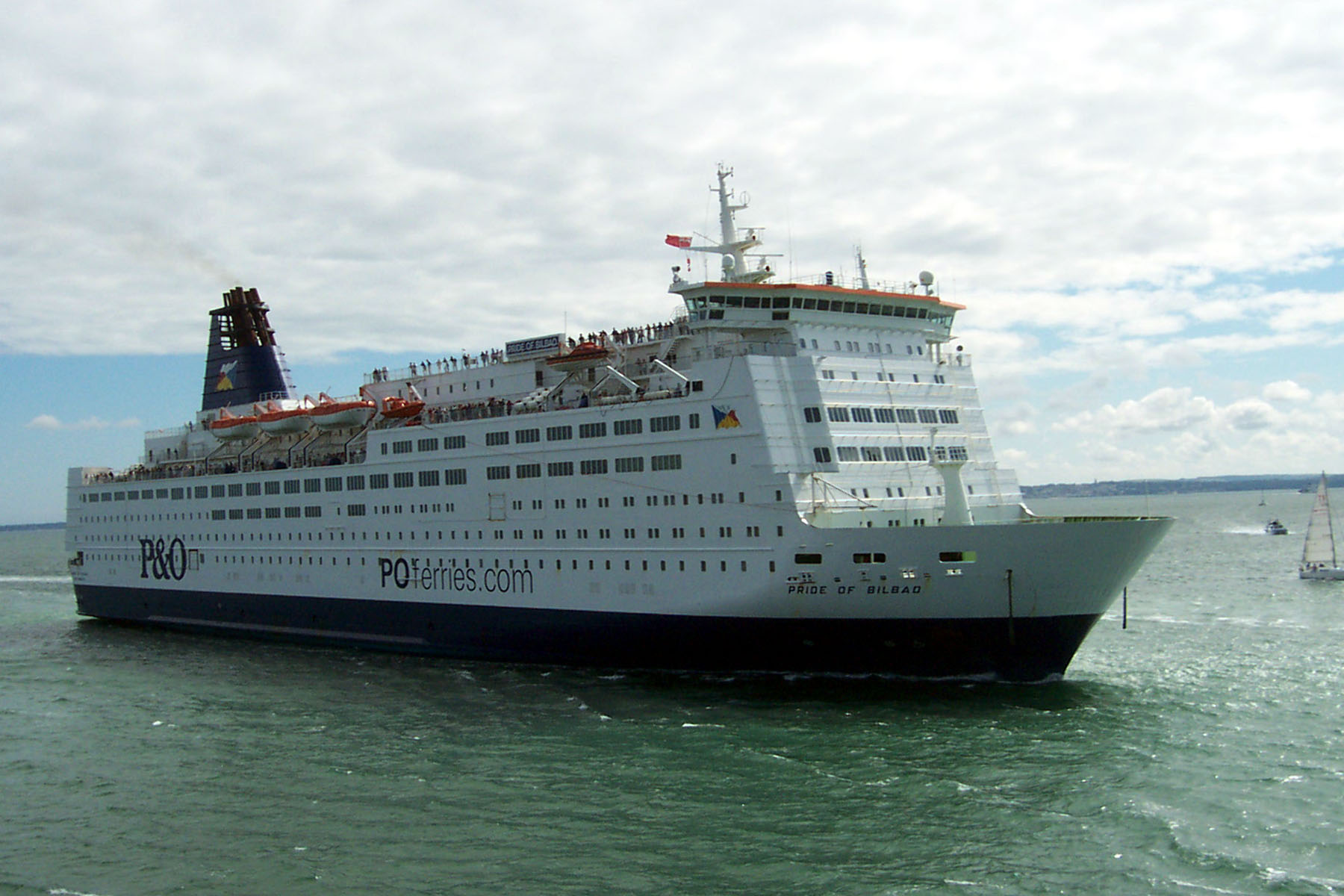
M/V Pride of Bilbao (antes Olympia, actualmente MS SPL Princess Anastasia), un ferry-crucero arquetípico. Construido para Viking Line para el tráfico del mar Báltico y operado actualmente por P&O Ferries entre Portsmouth en el Reino Unido hasta Bilbao en España.

Un ferry-crucero o ferri-crucero (del inglés cruiseferry) es un navío que combina las características de un crucero de placer y un ferry.
Muchas personas viajan en estos barcos para tener una experiencia de crucero, estando unas cuantas horas en el puerto de destino, mientras que otros los usan como medio de transporte.
El tráfico de ferris-crucero está mayormente concentrado en los mares de Europa del Norte, especialmente en el mar Báltico y el mar del Norte. Además, barcos similares cruzan el canal de la Mancha, como también el mar de Irlanda, el Mediterráneo, y el Atlántico Norte. Algunos ferris-crucero también circulan en China y Australia. En España, muchos de los ferris que conectan la península ibérica con las Islas Baleares y Canarias son en realidad ferri-cruceros.

## Ferris-crucero del mar Báltico
En el mar Báltico, las dos mayores compañías rivales, Viking Line y Silja Line, han competido durante décadas en las rutas entre Turku y Helsinki en Finlandia, y la capital sueca, Estocolmo.
- Datos: Q3276983
- Multimedia: Cruiseferries / Q3276983